# Перучица
Перучица (серб. Перућица, хорв. и босн. Perućica) — первобытный лес, один из четырёх реликтовых лесов Европы. Находится на территории национального парка Сутьеска в Республике Сербской Боснии и Герцеговины.
Благодаря своей уникальности Перучица является строго охраняемой территорией. Первое серьёзное исследование на территории леса было проведено в 1938 году. Перучица уверенно лидирует среди лесных массивов Динарского нагорья как по количеству деревьев и высоте леса, так и по видовому разнообразию и внешней красоте. Это и явилось причиной того, что в 1952 году Правительство СР БиГ в составе СФРЮ дало лесному массиву площадью 1234 гектара особый статус «объекта научных исследований», а в 1954 году эти окрестности, к которым прибавили ещё 200 га соседствующих территорий, были взяты под защиту государства в качестве природного парка.

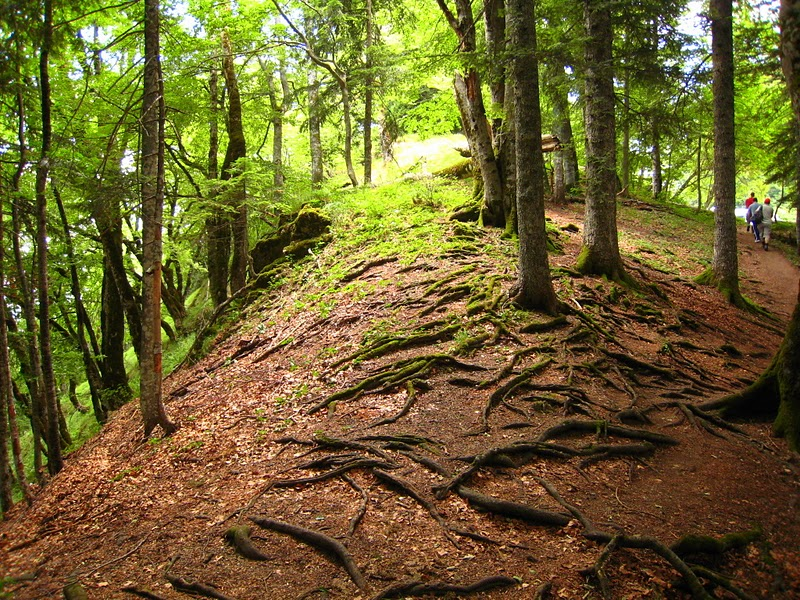
Реликтовый лес Перучица.

Сохранение и защита лесных природных богатств Перучицы является одной из важнейших задач национального парка Сутьеска. Все естественные биологические процессы проходят здесь без участия человека. Деревья погибают от старости или естественных болезней, а на их месте тут же начинают расти новые молодые деревца. Относительно южное географическое положение (Перучица находится на границе средиземноморской климатической зоны) позволило ещё во времена ледникового периода сохраниться многим теплолюбивым европейским видам растений и животных. Ледники захватили лишь северные границы и высокогорные районы леса, о чём свидетельствуют ледниковые цирки, морены, гляциальные наносы и др.). В то же время низинные районы Перучицы остались свободны от ледникового покрова, что способствовало развитию многих видов растений и животных.
Растительный мир Перучицы представлен буком, пихтой, елью, буком приальпийским[уточнить], грабом чёрным, клёном горным[уточнить], елью приальпийской[уточнить], многочисленными кустарниками, травами и мхами. Серьёзное, системное исследование некоторых видов растений началось совсем недавно и далеко не завершено. Однако уже сейчас ясно, что на территории Перучицы произрастает целый ряд эндемичных растений.